# Districte de Faridkot
El districte de Faridkot és una divisió administrativa del Panjab a l'Índia. La capital és Faridkot (ciutat). La superfície del districte és de 1.475,7 km² i la població de 552.466 habitants (2001). Els districtes de Moga i Muktsar van formar part del districte fins que en foren separats.
Administrativament està formada per 2 thesils i dos blocks de desenvolupament. Hi ha 171 pobles (164 habitats) amb 3 ciutats (1991). Els tehsils són:
- Faridkot
- Jaitu

I els blocks:
- Faridkot
- Kot Kapura